# Naturschutzbund Deutschland

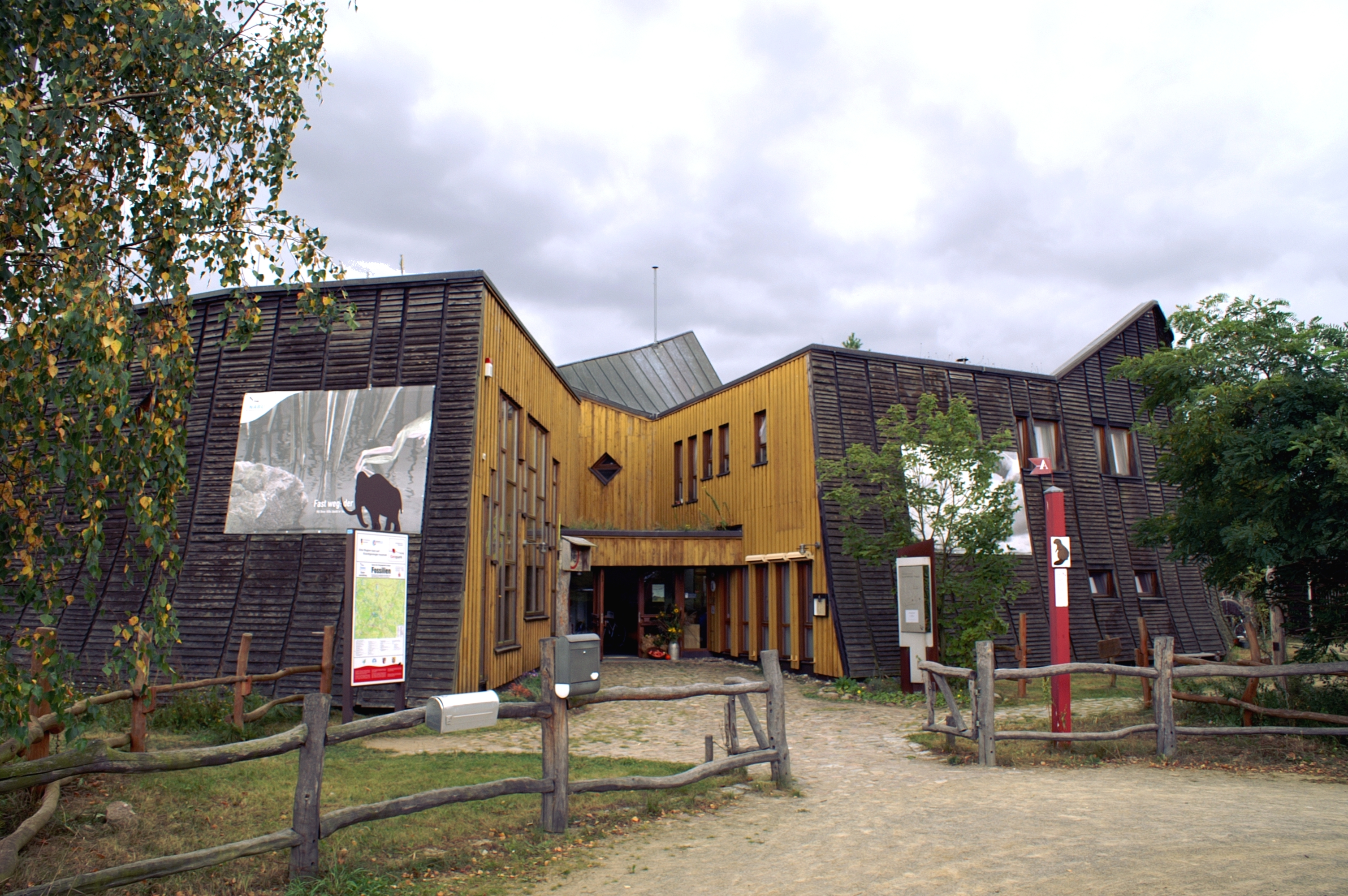
Eines der circa 100 Naturschutzzentren des NABU, die Blumberger Mühle im Biosphärenreservat Schorfheide-Chorin

Der Naturschutzbund Deutschland e. V. (NABU) ist eine deutsche nichtstaatliche Organisation mit dem Ziel, Natur und Umwelt zu schützen. Der NABU setzt konkreten Naturschutz im In- und Ausland um. Dazu gehören der Erhalt von Flüssen, Meeren, Wäldern und vieler weiterer Ökosysteme sowie der Schutz einzelner Tier- und Pflanzengruppen und Arten. Er setzt sich als einer der großen, anerkannten Naturschutzverbände in Deutschland für ein gutes Zusammenspiel von Mensch und Natur ein und ist die nationale Partnerorganisation von BirdLife International.
Die Organisation wurde 1899 als „Bund für Vogelschutz“ gegründet, benannte sich nach dem Zusammenschluss mit dem Schwesterverband der DDR in Naturschutzbund Deutschland um und erweiterte seine Naturschutzziele. Die Organisation führt konkrete Naturschutzprojekte durch, unterhält eigene Forschungsinstitute, betreibt Umweltbildung und informiert Medien und Bürger über wichtige Themen im Umwelt- und Naturschutz. Der NABU und alle seine Gliederungen sind ein staatlich anerkannter Umwelt- und Naturschutzverband (im Sinne des Bundesnaturschutzgesetzes) und müssen daher bei Eingriffen in den Naturhaushalt angehört werden. Außerdem verfügt er aus dem Umwelt-Rechtsbehelfsgesetz über ein Recht zur Verbandsklage.
Die Organisation hatte Ende 2022 zusammen mit dem bayerischen Partner LBV etwa 830.000 Mitglieder (NABU: 734.400, LBV: 95.300) und 81.000 Förderer. Sie sind in ganz Deutschland in etwa 2000 lokalen Gruppen organisiert. Präsident ist seit dem 9. November 2019 Jörg-Andreas Krüger, die Geschäftsführung hat Susanne Baumann zusammen mit Ingo Ammermann inne.

## Aufgaben und Ziele
Zu den Aufgaben gehört die überparteiliche, politische Arbeit. Leitbild ist dabei eine lebenswerte Umwelt. Die Organisation „mischt“ sich auf gesetzlicher Grundlage ein, wird an behördlichen Naturschutzverfahren beteiligt und begutachtet Eingriffe in die Natur. Dabei geht es vor allem darum, Umweltschäden zu vermeiden und hierfür konstruktive, praktikable Lösungen vorzuschlagen.
Zu den Zielen gehört es, Bewusstsein für die Natur zu schaffen und über sie zu informieren. Über den Erhalt einzelner Schutzgebiete hinaus sind auch langfristige Lösungen und ein konsequentes Umdenken gefragt. Deshalb bringt die Organisation die Umwelt in die Medien – zum Beispiel mit Kampagnen für naturnahe Waldwirtschaft, ökologische Landwirtschaft oder für eine ökologische Steuerreform.
Verteilt über ganz Deutschland bieten außerdem rund hundert eigene Naturschutzzentren Information und Umweltbildung an. Oft wird dort gleichzeitig praktische Naturschutzarbeit geleistet, indem ein bestimmtes Gebiet geschützt und gepflegt wird.
Einige Mitglieder betreiben vielfach praktischen Naturschutz vor Ort: Sie pflanzen Hecken, stellen Krötenzäune (Amphibienschutz) auf und schützen so bedrohte Tierarten. Darüber hinaus betreuen sie mehr als 5000 Schutzgebiete. Die Organisation ist auch international aktiv und hilft beispielsweise, das Weltnaturerbe Russlands zu retten oder in Kirgisistan die letzten Schneeleoparden vor dem Aussterben zu bewahren.
Die eigenen Forschungsinstitute, wissenschaftlichen Fachausschüsse und Arbeitskreise leisten dabei Grundlagenarbeit. Sie erarbeiten Konzepte und geben Fachpublikationen heraus. Die Arbeitsgebiete reichen von naturwissenschaftlichen Spezialthemen über Verkehr- und Energiepolitik bis hin zu ökologischer Land- und Forstwirtschaft.
Die Organisation ist ein nach §§ 58, 59 a.F. des Bundesnaturschutzgesetzes (BNatSchG) anerkannter Verein. Die Anerkennung gilt nach § 5 Abs. 2 a.F. des Umwelt-Rechtsbehelfsgesetzes und § 74 Abs. 3 BNatSchG fort. Der NABU wirkt nach § 63 BNatSchG im Bund und in den Ländern bei der Vorbereitung von Verordnungen zum Naturschutz und zur Landschaftspflege, in Planfeststellungsverfahren, die mit Eingriffen in Natur und Landschaft verbunden sind, und bei Plangenehmigungen mit, für die eine Öffentlichkeitsbeteiligung vorgesehen ist.

## Geschichte

### Bund für Vogelschutz
Am 1. Februar 1899 gründete Lina Hähnle in Stuttgart den Bund für Vogelschutz (BfV). Zweck der Gesellschaft war der Schutz der einheimischen Vogelwelt durch Schaffung von Nisthilfen, Fütterung im Winter und Aufklärung der Bevölkerung, beispielsweise durch ein Verbot der damaligen Vogelfeder-Hutmode. Lina Hähnle selbst strebte einen breiter angelegten Naturschutz an und stimmte dem Namen und Vereinszweck unter der Bedingung zu, dass unter der Flagge des Vogelschutzes für die gesamte Natur Sorge getragen würde. Bis 1938 war sie Vorsitzende und gewann mit ihrem Konzept eines besonders niedrigen Jahresbeitrags von 50 Pfennig für Erwachsene und 10 Pfennig für Kinder bis über 41.000 Mitglieder. Das erste betreute Schutzgebiet war die Vogelinsel bei Giengen an der Brenz.

### Zeit des Nationalsozialismus
Die Machtübernahme des Nationalsozialismus von 1933 wurde offiziell vom Bund für Vogelschutz freudig begrüßt. In der Behördenstruktur wurde der Vogelschutz zunächst 1933 dem Fachamt Naturschutz des neugeschaffenen Reichsbund Volkstum und Heimat zugeordnet. Jedes BfV-Mitglied war so zugleich Mitglied im Reichsbund. Der Bund für Vogelschutz war in der Zeit des Nationalsozialismus nicht nur unverändert staatstreu, die organisatorische Einbindung in die Strukturen von Staat und Partei gab dem Bund sogar einen fast offiziellen, halbstaatlichen Charakter. Der Bund blieb dabei rechtlich stets ein unabhängiger, eingetragener Verein.
Die Naturschutzarbeit ging vor Ort unverändert weiter. Die Zentrale des Bundes lieferte an die Gruppen Pflanzmaterial für neue Vogelschutzgehölze, Vorträge wurden gehalten, Ausstellungen beschickt, Vogelfutter und Nistkästen vertrieben. Ab 1930 erschienen in hoher Auflage kleinformatige Naturschutzkalender, die dann von 1934 bis 1941 unter dem Titel Des Deutschen Heimat auch über die Schulen vertrieben wurden. In den großen Schutzgebieten wie Federsee, Steckby, Hiddensee und Trischen stand die Bewachung der brütenden Vögel im Mittelpunkt und in Mecklenburg beteiligte sich der BfV zur Hälfte an der Pacht des 700 Morgen großen Nonnenhofes nahe Neubrandenburg. Lediglich das Schutzgebiet Deep an der Ostsee gab der Bund wegen des Baus eines Wasserflugzeug-Stützpunktes auf, und die Pacht für den Knechtsand wurde aus Geldmangel 1934 nicht mehr erneuert.
Ende 1934 wurde der Reichsbund für Volkstum und Heimat wieder aufgelöst, der Vogelschutz dem Reichsministerium für Wissenschaft, Erziehung und Volksbildung unterstellt. Gleichzeitig führte jedoch die NS-Kulturgemeinde eine Abteilung „Volkstum und Heimat“ ein, wiederum einschließlich der Abteilung Vogelschutz. Auf Anordnung des Reichsforstamts erfolgte dabei eine Umbenennung in Reichsbund für Vogelschutz (RfV).
Der staatliche Vogelschutz samt den Vogelschutzwarten wurde Mitte 1935 als Teil des Naturschutzes dem Reichsforstamt Hermann Görings als oberster Naturschutzbehörde eingegliedert.
1936 schloss der RfV ein Arbeitsabkommen mit der NS-Kulturgemeinde, man warb gegenseitig Mitglieder, und der RfV konnte im Kulturgemeindeorgan Volkstum und Heimat Aufsätze und Mitteilungen veröffentlichen. Zusammengearbeitet wurde auch mit dem Reichsheimstättenamt der NSDAP, für das Vogelschutz-Schulungswochen durchgeführt und vogelschutzgerechte Gärten in den Neusiedlungen entworfen wurden. Andere Partner waren der Deutsche Siedlerbund, die Deutsche Arbeitsfront (DAF), der NS-Lehrerbund und die NS-Volkswohlfahrt, viele Vortragsveranstaltungen fanden mit der NS-Gemeinschaft „Kraft durch Freude“ statt. Einen wesentlichen inhaltlichen Fortschritt brachte das bereits zu Weimarer Zeiten vorbereitete Reichsnaturschutzgesetz vom 26. Juni 1935, das bis zum Inkrafttreten des Bundesnaturschutzgesetzes Ende 1976 die Grundlage für das staatliche Naturschutzhandeln in Deutschland bildete.

### Gleichschaltung ab 1938
Durch einen Erlass des Reichsforstmeisters Hermann Göring vom 24. September 1938 waren neben diesem Einheitsverband keine anderen Vogelschutz-Vereine mehr zulässig. Auch durften nur noch „deutsche Staatsangehörige deutschen oder artverwandten Blutes“ Mitglied werden. Übernommen wurde die Zeitschrift Deutsche Vogelwelt, diese ersetzte die Ornithologische Monatsschrift des aufgelösten Deutschen Vereins zum Schutz der Vogelwelt.
Ende 1938 begann auch die bis Kriegsende dauernde Präsidentschaft des vorherigen Vize Reinhard Wendehorst. Lina Hähnle wurde Ehrenvorsitzende des Bundes und starb schließlich zwei Tage vor ihrem 90. Geburtstag am 1. Februar 1941, genau 42 Jahre nach Verbandsgründung. Da sich Wendehorst aus beruflichen Gründen nur wenig um die Tagesarbeit kümmern konnte, übernahm de facto Hermann Hähnle die Leitung des Verbandes. Im Verlauf wurden neue Landesverbände gegründet: in Niederschlesien mit bis zu 14.500 Mitgliedern, in Sachsen-Anhalt – dort zusammen mit dem Reichsnährstand, also dem Bauernverband – und in Mecklenburg mit Unterstützung des Heimatbundes. Im Deutschen Reich kamen in „Sudetengau“, „Ostmark“ und „Südmark“ eigene Abteilungen dazu. Nach dem Anschluss Österreichs richtete der BfV in Wien eine Geschäftsstelle ein, 1940 auch in Graz. Ende 1942 erreichte die Mitgliederzahl ihren Höchststand von 55.000.

### Nach 1945
Nach 1945 änderte sich die Ausgangslage des nationalen Naturschutzvereins auf dem Gebiet der Bundesrepublik Deutschland noch einmal gravierend. Die Geschäftsstellen des Vogelschutzbundes in Stuttgart, München und Berlin waren völlig zerstört. Ab 1946 erfolgte unter der Präsidentschaft Hermann Hähnles der Wiederaufbau des Vereins, und unter dem alten Namen Bund für Vogelschutz wurden wieder die ersten Gruppen vor Ort aktiv. Im Laufe des Jahres 1946 ließen die Besatzungsmächte auch wieder regionale Vereinigungen zu.
Im Juli 1946 erteilte die Militärregierung dem Bund für Vogelschutz für die amerikanisch besetzte Zone Nordwürttemberg/Nordbaden die Genehmigung zum Aufbau einer Verbandsarbeit. Der Verbandssitz blieb Stuttgart bzw. Giengen, jedoch blieb die Zusammenarbeit mit Aktivitäten in anderen Zonen informell. Am 6. November 1948 wurde der Bund für Vogelschutz wieder offiziell als Rechtsnachfolger des Reichsbundes für Vogelschutz zugelassen und Hermann Hähnle offiziell als Vorsitzender gewählt.
Erich Ficker führte die Geschäftsstelle für die sowjetische Besatzungszone und hielt Kontakt zur Verbandszentrale in Giengen. Mit der Entstehung der beiden deutschen Staaten brach die organisatorische und praktische Arbeit zwischen Ost und West auseinander. Die Naturschutzgruppen im Osten gingen in der Abteilung Natur- und Heimatfreunde des im Juli 1945 gegründeten Kulturbundes auf. Erst 1980 entstand innerhalb des Kulturbundes die Gesellschaft für Natur und Umwelt (GNU), die bis zu 50.000 Mitglieder hatte – mit 4900 Aktiven in 280 Vogelschutz-Fachgruppen.
Um 1950 machte sich der Landesbund für Vogelschutz in Bayern (LBV) selbstständig. Allerdings wurde der LBV noch 1962 als DBV-Landesgruppe gelistet, und ab 1971 war der LBV kurzzeitig wieder Mitglied im Dachverband DBV. Verbindlich war die Eigenständigkeit des bayerischen LBV erst ab 1974. Danach scheiterten alle Versuche, ihn wieder in den DBV/NABU zu integrieren.
In Westdeutschland wurde 1966 der BfV in Deutscher Bund für Vogelschutz (DBV) umbenannt und in Landesverbände untergliedert. Der Weißstorch wurde zum Wappenvogel. 1971 wurde der Wanderfalke zum ersten Vogel des Jahres gekürt, seither wird dieser Titel jedes Jahr vergeben. 1982 wurde die eigenständig arbeitende Jugendabteilung „DBV-Jugend“ gegründet und später in Naturschutzjugend (NAJU) umbenannt.
1990 wurde der Naturschutzbund der DDR aus Teilen der vormaligen Gesellschaft für Natur und Umwelt gegründet. Im selben Jahr fand der Zusammenschluss mit den in der DDR neu gegründeten Landesverbänden und die Umbenennung in Naturschutzbund Deutschland e. V. (NABU) statt. Der damalige NABU-Vizepräsident Michael Succow setzte sich stark für das damalige DDR-Nationalparkprogramm ein. Aus dem „DDR-NABU“ wurde die heutige Fachausschussstruktur übernommen, die zusätzlich zur „vertikalen Gliederung“ des Verbandes intensive Projektarbeit ermöglicht.
Mit der Präsidentschaft von Jochen Flasbarth nahmen die intensiven Beteiligungen des NABU an Gesetzgebungsverfahren auf nationaler und europäischer Ebene stark zu. Durch intensive Lobbyarbeit der Naturschutzverbände wurde 1992 die Aufnahme eines „Staatsziels Umweltschutz“ in das Grundgesetz erreicht. Im selben Jahr nahm der NABU an der UN-Konferenz für Umwelt und Entwicklung teil und machte die Umsetzung der Rio-Beschlüsse (Klimakonvention, Konvention zur Artenvielfalt und Agenda 21) zu zentralen Bestandteilen seiner Verbandsarbeit.
Sitz der Bundesgeschäftsstelle war zunächst Kornwestheim, danach bis Oktober 2007 Bonn. Mit diesem Datum zog die gesamte Bundesgeschäftsstelle in die Charitéstraße nach Berlin.

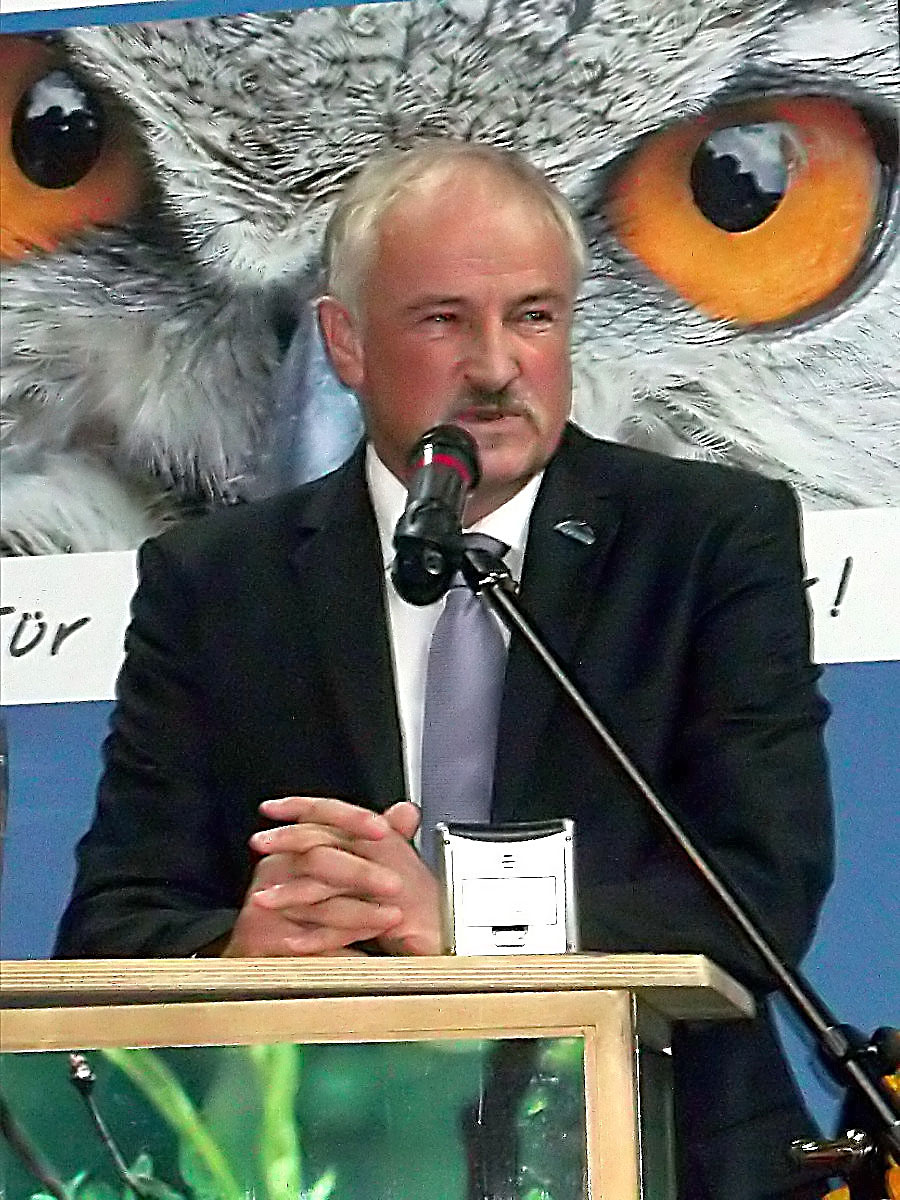
Olaf Tschimpke – Vorsitzender von 2003 bis 2019

### DBV-/NABU-Präsidenten
- 1946–1965 Hermann Hähnle
- 1966–1969 Sebastian Pfeifer
- 1969–1984 Claus König
- 1984 Berndt Heydemann (kommissarisch bis November)
- 1984–1988 Hans Scholten
- 1988–1992 Klaus Dürkop
- 1992–2003 Jochen Flasbarth
- 2003–2019 Olaf Tschimpke
- seit 2019 Jörg-Andreas Krüger

## Organisatorische Gliederung
Der Verband ist föderal organisiert und hat Landesverbände in 15 deutschen Bundesländern. In Bayern ist der Landesbund für Vogelschutz in Bayern (kurz LBV) der Partnerverband. Die Organisationsstruktur des NABU reicht bis zu den rund 2000 Orts-, Kreis- und Fachgruppen.
Die Jugendorganisation, die Naturschutzjugend NAJU, arbeitet ebenfalls auf allen Ebenen des Bundes mit und zählt zu den mitgliederstärksten Kinder- und Jugendorganisationen in Deutschland. Eine schon seit den 80er-Jahren jährlich durchgeführte Aktion der NAJU ist der „Erlebte Frühling“.
Außer den rund 30 ehrenamtlich tätigen Bundesfachausschüssen und Bundesarbeitsgruppen gibt es auch in den einzelnen Landesverbänden Arbeitskreise und -gruppen zu speziellen Themen. Die Palette reicht von einzelnen Artengruppen wie Insekten und Vögeln über Landnutzungsthematiken wie „Wald und Wild“ oder „Streuobst“ bis zu umweltpolitischen Themen wie „Verkehr“ oder „Abfall“, „Energie“ und „Chemie“. Im Bundesfachausschuss „Internationales“ gibt es darüber hinaus zahlreiche Aktivitäten speziell in Mittelasien, im Kaukasus und in Afrika sowie im Zugvogelschutz, z. B. für ziehende Greifvögel an der Straße von Messina in Süditalien.
Spezielle Fachzeitschriften und teilweise auch umfangreiche Serviceleistungen existieren für die Bereiche Fledermausschutz, Streuobst, Entomologie und Mykologie.
Die gemeinnützige NABU-Stiftung Nationales Naturerbe kauft in ganz Deutschland Naturschutzflächen, die von herausragender Bedeutung für die heimische Artenvielfalt sind, und kümmert sich auch um die fachgerechte Betreuung, Verwaltung und Pflege von Naturschutzgrundstücken des NABU. Die Stiftung besitzt inzwischen über 20.000 Hektar in 300 Schutzgebieten

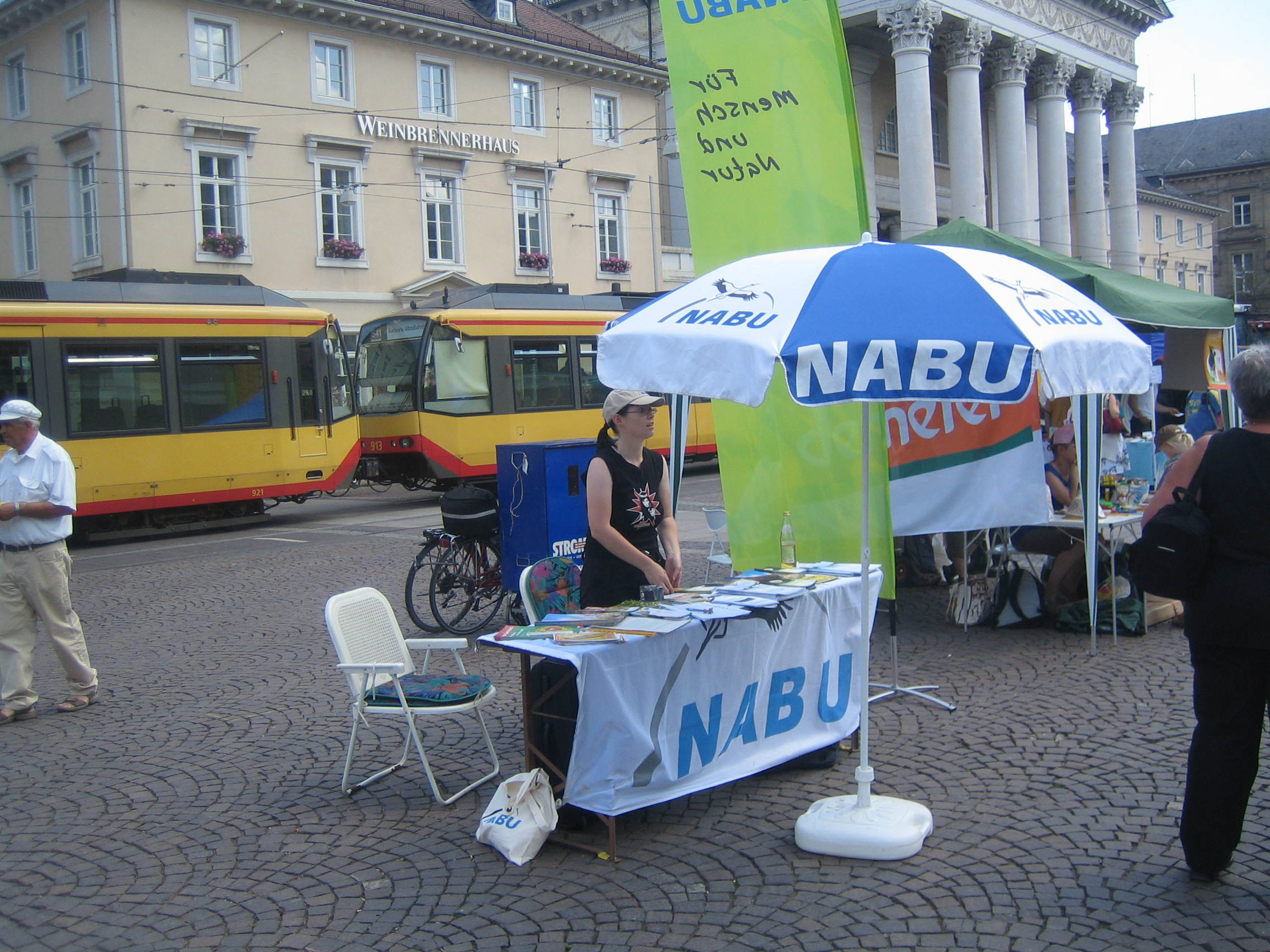
Infostand des NABU auf einer Anti-Gentechnik-Demo in Karlsruhe im Juni 2007
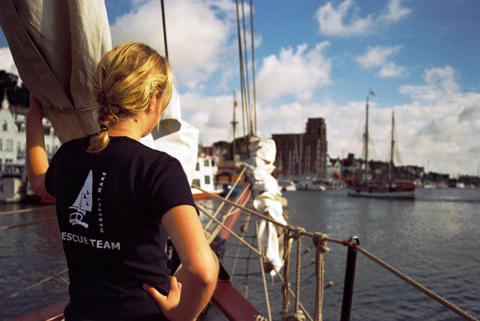
Meeresschutzaktion Habitat Mare der NAJU auf der Ostsee im Juli 2007
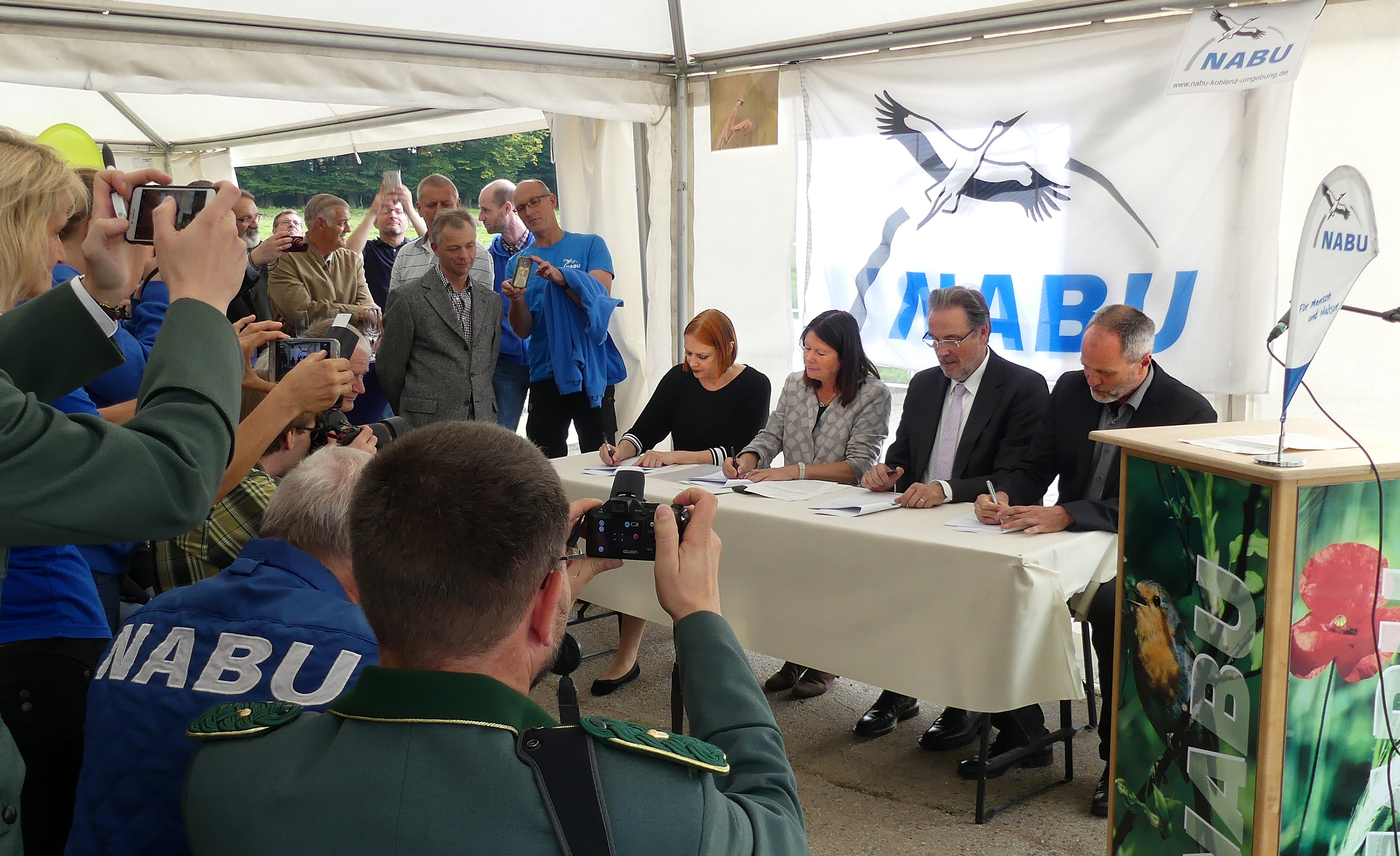
Flächenübertragung an die NABU-Stiftung Nationales Naturerbe (2017)
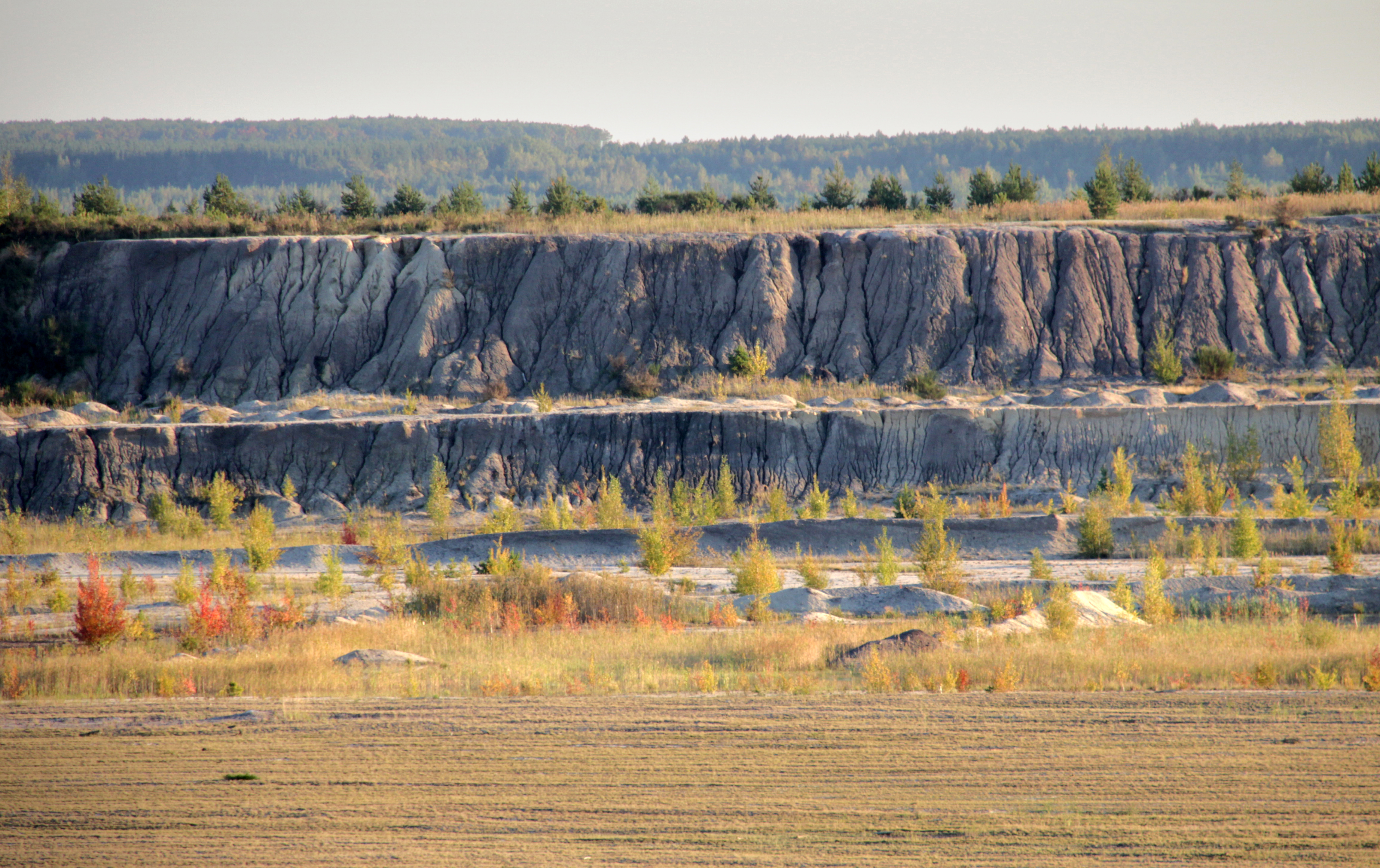
Zum Besitz der NABU-Stiftung gehören z. B. Flächen in ehemaligen Braunkohletagebau-Gebieten, wie das Naturparadies Grünhaus

## Finanzierung
Zum Jahresende 2022 hatte der NABU-Bundesverband – also ohne die Landes-, Kreis- und Ortsverbände – Einnahmen in Höhe von 77.705.452 Euro. Die Einnahmen werden in erster Linie aus Mitgliedsbeiträgen (42 %, etwa 32,6 Millionen Euro), Spenden (18 %, etwa 14 Millionen Euro), Zuschüssen (13,7 %, etwa 10,7 Millionen Euro), Erbschaften (10,6 %, etwa 8,2 Millionen Euro) und Unternehmenskooperationen (9 %, etwa 7 Millionen Euro) bezogen.

## Aktionen

### Dinosaurier des Jahres
Seit 1993 wird der Dinosaurier des Jahres als Negativpreis an Persönlichkeiten des öffentlichen Lebens oder Projekte vergeben, die nach Ansicht der Naturschützer veraltete Umweltstandards vertreten bzw. „sich sowohl durch herausragende Einzelleistungen als auch durch die Summe ihres Gesamtwerkes in Sachen Umweltschutz als besonders antiquiert erwiesen haben.“

### Bird Watch
Seit Ende der 1990er Jahre beteiligt sich die Organisation mit Aktionen an der Internationalen Zugvogelbeobachtung European Bird Watch bzw. International Bird Watch. Dabei werden jeweils am ersten Oktoberwochenende Veranstaltungen zum Thema Vogelzug angeboten, um auf den Schutz von Zugvögeln, Rast- und Überwinterungsgebieten aufmerksam zu machen und Begeisterung für die Vogelbeobachtung zu wecken.

### European Bat Night
Ende August finden europaweit Veranstaltungen zum Thema Fledermäuse statt, so in Deutschland die „Europäische Fledermausnacht“ (engl. European Bat Night) unter der Regie des NABU. Angeboten werden z. B. Exkursionen, Vorträge oder Spiele-Aktionen.

### Stunde der Gartenvögel und Stunde der Wintervögel
Die Stunde der Gartenvögel ist die derzeit deutschlandweit größte Aktion zur Vogelbeobachtung. Sie wird vom Naturschutzbund Deutschland seit 2005 jährlich im Mai veranstaltet. Als Pendant zu der Aktion, bei der die Beteiligung sinkt, wurde im Jahr 2011 erstmals bundesweit die Stunde der Wintervögel veranstaltet. Die Beteiligung von Naturfreunden daran war so stark, dass der für die Datenannahme programmierte Server zeitweise überfordert war. Die Stunde der Wintervögel gab es bereits in Vorjahren auf Landesebene, so z. B. in Bayern, getragen durch den LBV. Vorbild für diese Aktionen ist der bereits seit Jahrzehnten in Großbritannien erfolgreiche Big Garden Bird Watch. Bei diesem Public Science-Projekt werden Daten zur Vogelwelt nach einer einheitlichen Vorgabe erhoben. Durch die Menge von Tausenden von Daten fallen z. B. einzelne Bestimmungsfehler nicht ins Gewicht, und es können regionale Unterschiede und Trendaussagen zu den Beständen der häufigen Arten gemacht werden.

### Vogel des Jahres

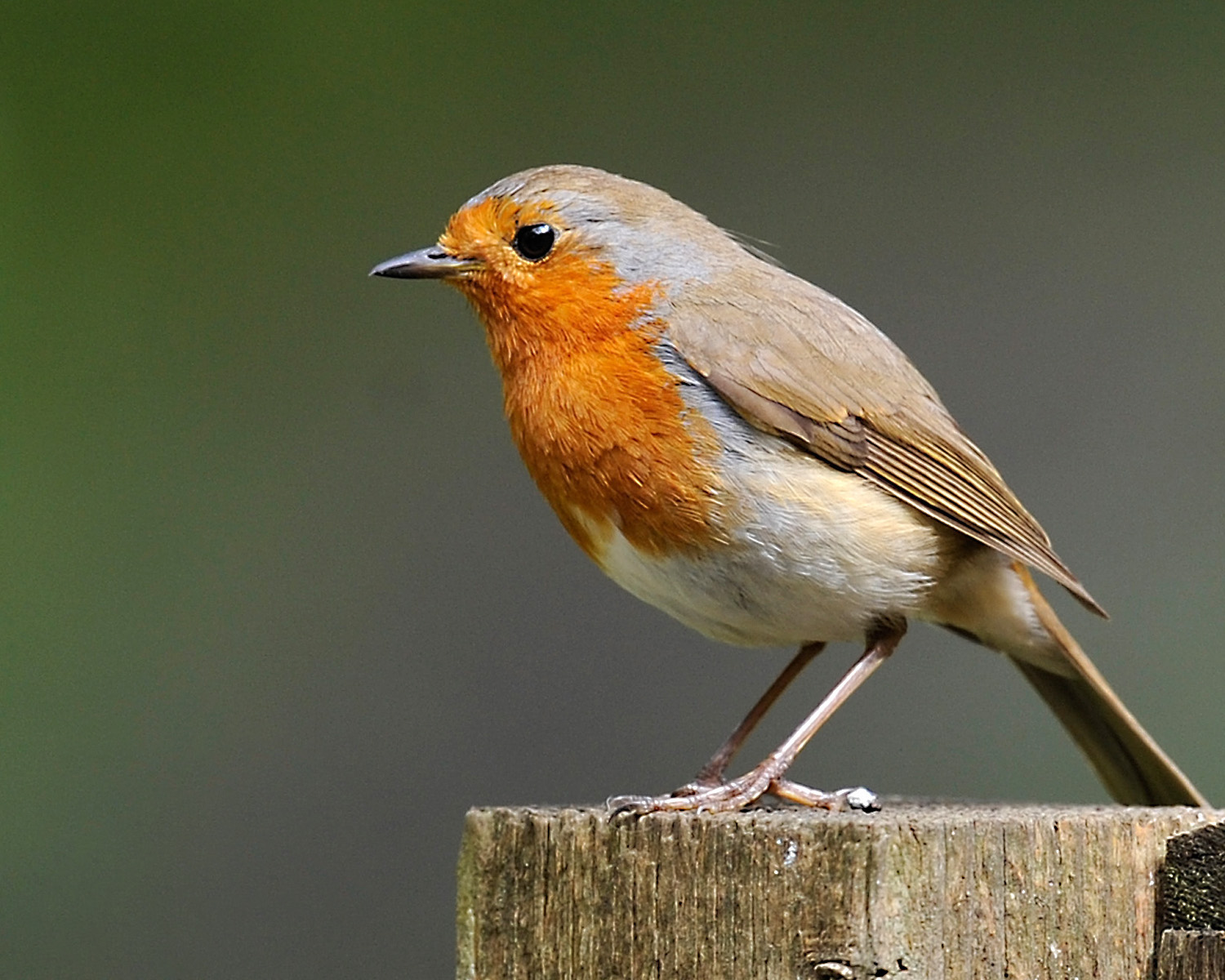
Das Rotkehlchen ist Vogel des Jahres 2021

Seit 1971 kürt die Organisation den Vogel des Jahres, um auf die Gefährdung der Tiere und deren Lebensräume aufmerksam zu machen.

### Wölfe in Deutschland
Die Organisation begleitete von Anfang an die Rückkehr und Wiederansiedlung des Wolfes in Deutschland. Er wirbt für Konzepte für den Umgang mit dieser Tierart in den „Wolfsregionen“ und versucht durch verschiedene Aktionen die Bevölkerung über Wölfe aufzuklären und Vorurteile abzubauen.

### Gewässerretter.de
Zusammen mit den drei Wassersportverbänden des Deutschen Olympischen Sportbundes: dem Deutschen Kanu-Verband (DKV), dem Deutschen Segler-Verband (DSV) und dem Verband Deutscher Sporttaucher (VDST) hat der NABU 2010 das Projekt „Meere ohne Plastik“ gestartet und die Aktion im September 2016 auf Flüsse und Seen ausgeweitet. Über die überarbeitete online-Plattform können Gewässer-Verunreinigungen dokumentiert und Reinigungsaktionen organisiert werden.

### NABU Natur- und Landschaftsführer
In Baden-Württemberg bildet der NABU seit etwa 2010 Natur- und Landschaftsführer aus.

### Kampagnen gegen Ausbauten des Bahnnetzes ohne zusätzliche Schutzbauten
Der Verein klagt gegen die Reaktivierung der Schwarzwaldbahn ohne zusätzliche Schutzbauten, wegen der streng geschützten Fledermäuse in Tunnelbauwerken. Die Gruppierung beteiligt sich an Klagen gegen den Neubau des Stuttgarter Hauptbahnhofs und führt eine Kampagne gegen die Feste Fehmarnbeltquerung.

## Politische Arbeit
Während der Verband sich zu Zeiten des Deutschen Bundes für Vogelschutz fast ausschließlich für den Naturschutz engagierte, erfuhr seine Arbeit unter der Präsidentschaft von Jochen Flasbarth eine zunehmende Ausdehnung auf Umweltthemen im weiteren Sinne und das Engagement in gesellschaftlichen und politischen Debatten.
Der Verband besetzt zunehmend weitere Politikfelder, wie den Klimaschutz, die internationale Meerespolitik und den ökologischen Landbau sowie die Ressourcenpolitik.
Neben anderen Beiträgen forderte er zur Bundestagswahl 2013, dass das Bundesprogramm Biologische Vielfalt im Rahmen der Nationalen Strategie zur biologischen Vielfalt finanziell gestärkt und bis zum Jahr 2016 auf ein Volumen von 100 Millionen Euro aufgestockt werden müsse. Eine Kernforderung ist auch, weitere 30.000 Hektar im Bundesbesitz eigentumsrechtlich dauerhaft als Nationales Naturerbe zu sichern.
Die Organisation war schon frühzeitig Akteur in der Kampagne gegen die geplante feste Beltquerung mittels einer 19 km langen Schrägseilbrücke von Fehmarn nach Dänemark.

### Erneuerbare Energien
Die Organisation verbindet ihr Engagement für eine intakte Natur und eine gesunde Umwelt mit dem verstärkten Einsatz für eine zukunftsfähige Energiepolitik, die negative Auswirkungen auf die biologische Vielfalt minimiert. Laut eigenen Angaben kann die Nutzung von Wind- und Solarenergie, Biomasse, Wasserkraft und Erdwärme einen wesentlichen Beitrag zur Minderung des CO2-Ausstoßes leisten – zusammen mit Energieeinsparung und effizienter Energienutzung – und die Umweltzerstörung durch die Ausbeutung von Kohle und Öl beenden. Die Nutzung erneuerbarer Energien ist auch mit Beeinträchtigungen für Mensch, Natur und Umwelt verbunden. Daher setzt sich der NABU für einen konsequenten und zugleich naturverträglichen Ausbau der erneuerbaren Energien ein. Durch eine frühzeitige, intensive Auseinandersetzung mit den Menschen vor Ort, einer transparenten Planung und der Einbindung des haupt- und ehrenamtlichen Sachverstands sollen der Umgang mit Konflikten verbessert und akzeptierte Lösungen für die Energiewende entwickelt werden.
Insbesondere Windenergie ist nach Verbandsangaben die bedeutendste und wirtschaftlichste Art der regenerativen Stromerzeugung. Großes Potential habe das Repowering, jedoch werden auch Offshore-Windparks als wichtig angesehen. Allerdings wird betont, dass die Standorte für Windparks sehr sorgfältig ausgewählt werden müssten und ökologisch besonders wertvolle Gebiete, wie beispielsweise Naturschutzgebiete und Nationalparke, frei von der Windenergienutzung bleiben sollten. „Durch die Wahl konfliktarmer und -freier Standorte“ könne die Energiewende natur- und umweltverträglich gelingen. Dabei dürfe der Naturschutz nicht als Argument benutzt werden, „um die Windkraft grundsätzlich zu verhindern“.
Die Organisation bringt sich in die Planungen neuer Stromtrassen ein, da diese die Landschaft sowie die Lebensräume bedrohter Tier- und Pflanzenarten verändern. Durch neue Höchstspannungs-Freileitungen erhöhe sich das Kollisionsrisiko vor allem für Groß- und Wasservögel. Die Organisation möchte den Ausbaubedarf für neue Stromleitungen auf das für die Energiewende notwendige Maß einschränken. Für den NABU ist es notwendig, frühzeitig das auf lokaler Ebene vorhandene Wissen zu Schutzgebieten, Artenvorkommen oder anderen Nutzungskonflikten einzubringen, um eine möglichst naturverträgliche Trasse zu finden.
Die Organisation ist Träger des Grünes Gas Label und des Grüner Strom Label, der das gleichnamige Gütesiegel für Ökostrom-Angebote vergibt.

### Agrarpolitik und Landwirtschaft

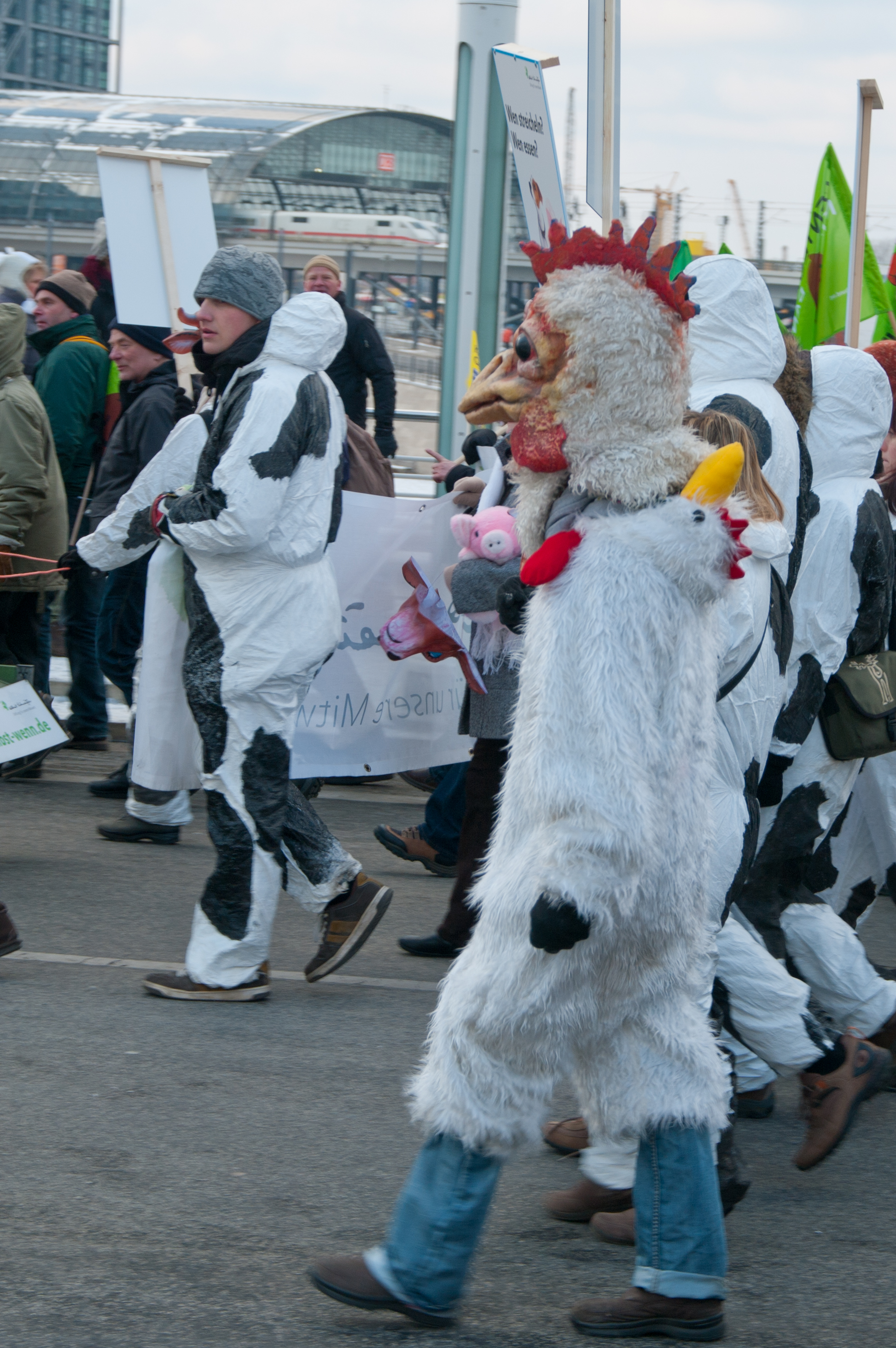
Protest für eine artgerechte landwirtschaftliche Tierhaltung

Die Organisation ist gemeinsam mit anderen Organisationen Träger der Demonstration Wir haben es satt!, welche jährlich in Berlin stattfindet. Die Veranstaltung fordert unter anderem eine Agrarwende und eine artgerechte Haltung von Tieren.

### Klimaschutz
Um die schlimmsten Auswirkungen des Klimawandels zu vermeiden, fordert die Organisation, den Anstieg der globalen Durchschnittstemperatur auf maximal zwei Grad gegenüber dem vorindustriellen Niveau zu begrenzen. Um die Reduzierung des Ausstoßes an klimaschädlichen Treibhausgasen zu erreichen, setzt sich die Organisation für die drei großen „E“ ein – Einsparung, Effizienz und den naturverträglichen Ausbau der erneuerbaren Energien. Besondere Bedeutung kommt aus NABU-Sicht dabei den Handlungssektoren Gebäude und Verkehr zu, in denen besonders viele Treibhausgase eingespart werden können.

### Ressourcenpolitik
Die Organisation setzt sich politisch dafür ein, den Verbrauch der natürlichen Ressourcen abzusenken. Als Schlüssel für eine generationengerechte Lebens- und Wirtschaftsweise werden neue Geschäftsmodelle der Share Economy gefordert sowie die Erhöhung der Ressourceneffizienz durch politische Maßnahmen und wirtschaftliche Innovationen. Rohstoffe, Wasser, Boden, Luft, Fläche, strömende Ressourcen und Biodiversität sollen langfristig auch durch die ökologische Gestaltung von Produkten sowie durch eine funktionierende Kreislaufwirtschaft geschützt werden.
Im Juli 2012 hat sich die Organisation mit verschiedenen Unternehmen, unter anderem aus der Konsumgüter-, Baustoff- und Recyclingwirtschaft, zur Allianz Ressourcenschonung zusammengeschlossen, um die Notwendigkeit zielführender politischer Rahmenbedingungen für ressourcenschonendes Produzieren deutlich zu machen.

### Kritik
In der NDR-Fernsehsendung Menschen und Schlagzeilen vom 23. August 2011 sowie in der Panorama-Sendung „Geld statt Widerstand: Wie sich Umweltverbände kaufen lassen“, die das Erste am 15. März 2012 ausstrahlte, wurden Umweltverbände kritisiert, die sich immer öfter zum Gehilfen der Industrie machen ließen, so z. B. durch den Verzicht von Klagen beim Flughafen Lübeck-Blankensee. In diesem Zusammenhang wurde auch der NABU genannt, der für eine Stiftung 810.000 Euro erhalten habe. Die Organisation hält dem entgegen, das Geld werde für die Landschaftspflege und die Umweltbildung eingesetzt. Dies sei wirksamer als jahrelange Prozesse, die im Falle der Klagen gegen den Flughafen Lübeck-Blankensee wegen der Anpassung der Planungen an das Urteil nur geringe Erfolgsaussichten gehabt hätten.
Der NABU Hessen bekam vor dem Verwaltungsgerichtshof Kassel bei einer Klage gegen die Inbetriebnahme von Windkraftanlagen in einem EU-Vogelschutzgebiet zunächst Recht. Mit Rücksicht auf den Artenschutz mussten fünf Windräder abgeschaltet werden, die durch Vogelschlag besonders den Rotmilan gefährdeten. Später einigten sich die Organisation und die Betreiber auf einen Weiterbetrieb der Anlage, wobei sich die Betreiber bereiterklärten, 500.000 Euro in einen Umweltschutzfonds einzuzahlen, der die Stärkung der Artenvielfalt zum Zweck hat.

## Internationale Arbeit
Die NABU International-Arbeit ist als Fachbereich der Bundesgeschäftsstelle in Berlin angesiedelt und umfasst ein vielfältiges Tätigkeitsfeld auf internationaler Ebene. Unter NABU International werden auch die internationalen Aktivitäten der Ehrenamtler im NABU zusammengefasst. Beispiele für internationale Projektarbeit im NABU sind:
- Unterstützung zahlreicher Naturschutz- und Artenschutzprojekte, z. B. in Kenia, im Kaukasus, in Kirgistan und Äthiopien
- Teilnahme an internationalen Konferenzen oder an ihrer Durchführung (CITES, CBD, Großschutzgebiete, Meeresschutz, Wald)
- Politische Präsenz auf EU-Ebene durch das Brüsseler NABU-Büro
- Ständiger enger Kontakt zu den internationalen Partnern im Netzwerk BirdLife International
- Beteiligung an internationalen Aktionen (Zugvogelschutz Migration Unlimited in Süditalien und Malta) sowie Kooperationen in beiden Teilen Zyperns mit BirdLife Zypern (Republik Zypern) und KUSKOR (Türkische Republik Nordzypern).[33]

Im November 2009 wurde die NABU International Naturschutzstiftung für die internationale Arbeit gegründet. Die Stiftung hat ihren Sitz in München.

## Kooperationen
Die Organisation kooperiert mit politischen Interessengruppen und kommerziellen Unternehmen zur Förderung einzelner Projekte oder zur politischen Durchsetzung von naturschutzpolitischen Forderungen. Neben den Kooperationen mit einzelnen Unternehmen hat der NABU Anfang des Jahres 2007 die NABU-Unternehmerinitiative gegründet. Innerhalb und außerhalb des Naturschutzverbandes sind einige Unternehmenskooperationen umstritten.
Bereits seit 1996 betreibt der NABU mit Förderung durch die Lufthansa das Kranichinformationszentrum in Groß Mohrdorf (Mecklenburg-Vorpommern).
Die Organisation und Volkswagen haben im Rahmen einer langfristig angelegten Kooperation seit 2009 eng zusammengearbeitet. Ziel war es, „zur Gestaltung einer nachhaltigen Entwicklung eigene konstruktive Beiträge zu leisten“. Konkret sollte das durch bundesweit gemeinsame Spritspar-Aktionstage mit NABU-Ortsgruppen und Volkswagen-Händlern umgesetzt werden. Darüber hinaus fand regelmäßig die Lobby-Veranstaltungsreihe „Mobil im Dialog“ zu verschiedenen umwelt- und verkehrspolitischen Themen statt. VW förderte im Gegenzug die Wolfs-Kampagne. Die Kooperation zwischen dem Naturschutzbund Deutschland e. V. und der Volkswagen AG wurde nach dem VW-Abgasskandal nicht verlängert und ist am 31. Dezember 2015 ausgelaufen.
Mit naturgucker.de bestehen Kooperationen mit einzelnen Landesverbänden seit 2009, mit dem Bundesverband seit 2012.